# Skytraders
Skytraders ist eine australische Fluggesellschaft mit Sitz in Melbourne und Basis auf dem Hobart International Airport.

## Unternehmen
Die 1979 gegründete Gesellschaft unterstützt die Australian National Antarctic Research Expeditions mit Flügen von Tasmanien zur Wilkins Runway nahe der Casey-Station mit Airbus ACJ319 sowie Flügen innerhalb der Antarktis mit CASA C-212.

## Flotte

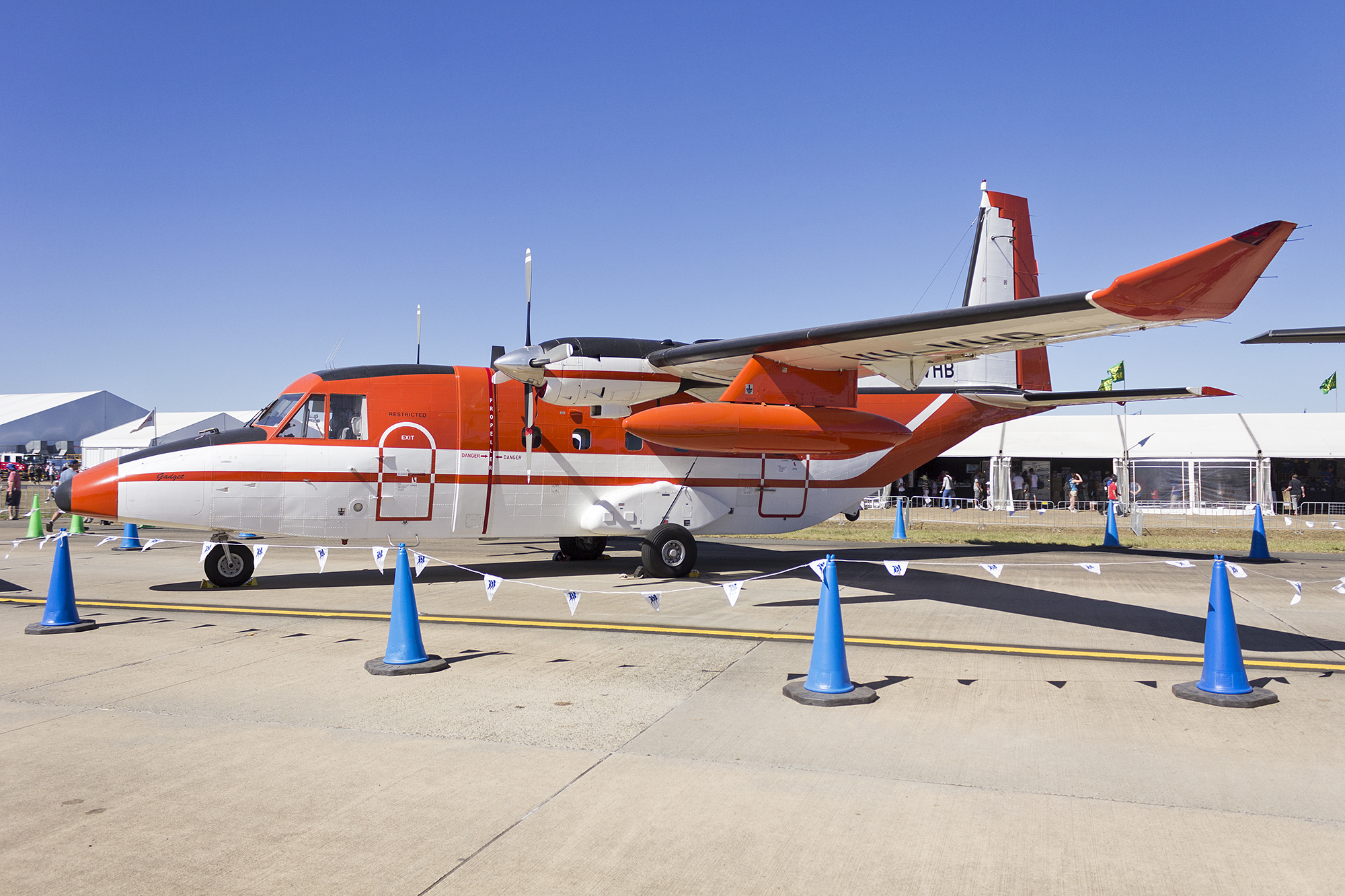
CASA C-212-400 der Skytraders

Mit Stand März 2023 besteht die Flotte der Skytraders aus vier Flugzeugen:
| Flugzeugtyp    | Anzahl | bestellt | Anmerkungen               |
| -------------- | ------ | -------- | ------------------------- |
| Airbus ACJ319  | 2      |          | Geschäftsreiseflugzeuge   |
| CASA C-212-400 | 2      |          | mit Skikufen ausgestattet |
| Gesamt         | 4      | –        |                           |